# Santa Ana de Velasco
Santa Ana de Velasco is een kleine plaats in de gemeente San Ignacio in de provincie José Miguel de Velasco in het departement Santa Cruz in Bolivia.

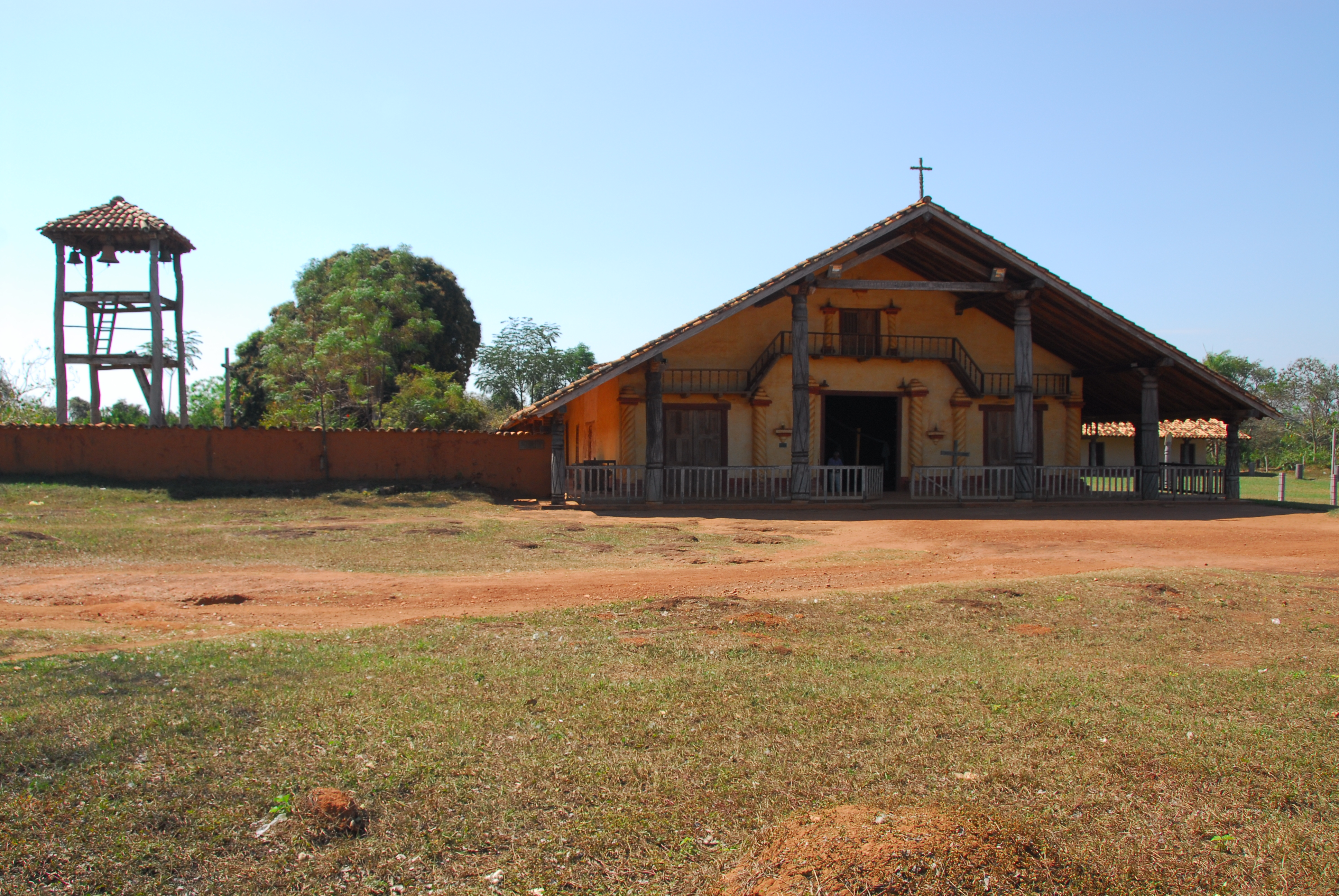
Santa Ana de Velasco

## Werelderfgoedlijst
De stad staat bekend als onderdeel van de Jezuïetenmissies van Chiquitos, die wordt verklaard in 1990 een Werelderfgoedlijst.